# 로데오 카우보이
《로데오 카우보이》(영어: The Rider)는 2017년 제작된 미국의 서부 드라마 영화이다. 클로이 자오가 감독과 각본을 맡았다. 2017 칸 영화제 감독 주간을 통해 전 세계 최초로 공개되었다. 2018 고섬 독립영화상 작품상 수상작이다.